# Syrische Beobachtungsstelle für Menschenrechte
Die Syrische Beobachtungsstelle für Menschenrechte (arabisch المرصد السوري لحقوق الإنسان, DMG al-marṣad as-sūrī li-ḥuqūq al-insān; englisch Syrian Observatory for Human Rights; SOHR) ist eine in Großbritannien ansässige Organisation, die in Opposition zur Anfang Dezember 2024 gestürzten Baath-Regierung in Syrien stand und nach wie vor Informationen über Menschenrechtsverletzungen in dem Land sammelt und veröffentlicht. Ihre Angaben, die sie auf ein Netzwerk aus Informanten in Syrien stützt, lassen sich größtenteils nicht unabhängig überprüfen.
Die SOHR wird von Osama Suleiman (Pseudonym: „Rami Abdul Rahman“ oder „Rami Abdelrahman“ geschrieben), einem syrischstämmigen sunnitischen Muslim und Eigner eines Bekleidungsgeschäftes, aus seinem Privathaus in Coventry in England unterhalten. Nach Angaben Abdulrahmans begann er 2006 mit 54 Informanten in Syrien, die bis 2012 auf 230 angewachsen seien.
Eine gleichnamige Organisation mit Sitz in London hat ihre Aktivität spätestens 2012 eingestellt.

## Arbeit
Die Internetseite der Organisation verbreitet auf Englisch und Arabisch Neuigkeiten zur aktuellen Entwicklung und zu Aspekten des syrischen Bürgerkrieges. Sie berichtet über die Enthauptungen durch den IS, über Kämpfe zwischen den verschiedenen Konfliktparteien und wiederholt über Massaker. Bei ihren Informationen beruft sie sich auf ein Netzwerk von in Syrien lebenden, anonym arbeitenden Informanten.
Seit den ersten Veröffentlichungen ist nach Einschätzung der ARD ihr Erscheinungsbild professioneller geworden. Die abgebildeten Fotos seien mittlerweile „etwas weniger grauenhaft“. Die Beobachtungsstelle dementiert manche Meldungen auch umgehend wieder, wenn sich die Quellenlage ändert. In einer Rubrik werden die am Vortag in Syrien ums Leben gekommenen Menschen mittlerweile unterschiedslos gezählt.
Einem Mitarbeiter von Amnesty International im Nahen Osten zufolge sei Rahmans Statistik „eine der besten, einschließlich der Details über die Todesumstände“.

## Kritik
Unter Kritik geriet die Beobachtungsstelle im Herbst 2011, als zahlreiche Medien, darunter CNN, eine auf einem Bericht vom SOHR beruhende Falschmeldung verbreiteten, nach der in der Stadt Hama neugeborene Säuglinge in Brutkästen gezielt getötet worden seien, indem das syrische Regime die Stromversorgung des Krankenhauses unterbrochen habe. CNN und daraufhin die SOHR bezeichneten einander im Internet gegenseitig als Quelle für die Falschinformation. Die Beobachtungsstelle stellte in weiterer Folge klar, dass sie nicht behauptet habe, dass die Unterbrechung der Stromversorgung absichtlich herbeigeführt worden sei. Fakt sei aber, dass die Kinder in den Brutkästen starben.
Die Beobachtungsstelle unterschied in ihrer Opferzählung bis August 2012 zwischen Zivilisten und Soldaten, wobei die Zivilisten weiter in bewaffnete Rebellen und unbewaffnete Zivilisten unterteilt wurden, die Soldaten in Deserteure und Angehörige der syrischen Armee. Diese Unterteilung wurde bei der Weiterverwertung ihrer Angaben in der Regel nicht reflektiert und geriet in die Kritik. Neuere Tagesberichte der Beobachtungsstelle führen die kritisierte Zuordnung bewaffneter Rebellen zu den Zivilisten nicht fort. Die Beobachtungsstelle unterscheidet zudem in ihren Tagesbilanzen nicht nach Verursachern, auch dies wird bei der Weiterverwendung ihrer Angaben in der Regel nicht reflektiert.
Die Glaubwürdigkeit der Beobachtungsstelle wurde von Russland angezweifelt. Der Sprecher des russischen Außenministeriums, Alexander Lukaschewitsch, behauptete im Februar 2012, dass nur zwei Personen für diese Beobachtungsstelle fernab der Konfliktzone arbeiteten und dass der Leiter der Beobachtungsstelle nach eigenen Angaben weder über eine journalistische Ausbildung noch über einen höheren Schulabschluss verfüge. Diese Fakten ermöglichten entsprechende Rückschlüsse auf die Glaubwürdigkeit der Informationen. Nach einem Bericht der New York Times besitzt Abdul Rahman jedoch einen Highschool-Abschluss und hat an einer Berufsfachschulausbildung für Marketing teilgenommen.
Die Tagesschau wies in einer Erläuterung darauf hin, dass „die Informationen der Beobachtungsstelle … sich nicht unabhängig überprüfen“ lassen. „Die Beobachtungsstelle und jeder andere Berichterstatter aus Syrien haben das gleiche Problem. Es bleibt ein Rest Unsicherheit.“
Schaden entstand dem Ansehen der Beobachtungsstelle kurzzeitig daraus, dass eine um den Anspruch als Syrische Beobachtungsstelle für Menschenrechte rivalisierende Internetseite die bürgerliche Identität von Osama Suleiman offenlegte und dieser bestätigte, dass er das Pseudonym Rami Abdulrahman für seine langjährige Aktivistentätigkeit gegen das syrische System unter Baschar al-Assad als Nom de Guerre angenommen habe.

## Auszeichnungen
Im Jahr 2020 erhielt der Gründer Rami Abdelrahman für die mehrjährige Dokumentation von Kriegsverbrechen mit der SOHR den Nannen Preis.